# Actizera stellata
Actizera stellata is een vlinder uit de familie van de Lycaenidae. De wetenschappelijke naam van de soort is voor het eerst gepubliceerd in 1883 door Roland Trimen.

## Verspreiding
De soort komt voor in Ethiopië, Soedan, Congo-Kinshasa, Oeganda, Kenia, Tanzania, Zambia, Malawi, Zuid-Afrika en Jemen.

## Habitat
Het habitat bestaat uit vochtige bergweiden. In Kenia wordt de vlinder nauwelijks onder de 1500 meter aangetroffen. In Tanzania komt de soort voor tussen 1700 en 2700 meter. 

## Waardplanten
De rups leeft op Medicago, Oxalis corniculata, Trifolium africanum en Vigna.